# Rembertów (Warschau)
Rembertów is een stadsdeel van Warschau, de hoofdstad van Polen.

## Wijken
- Kawęczyn-Wygoda
- Nowy Rembertów

- Stary Rembertów